# المسيحية في الكاميرون

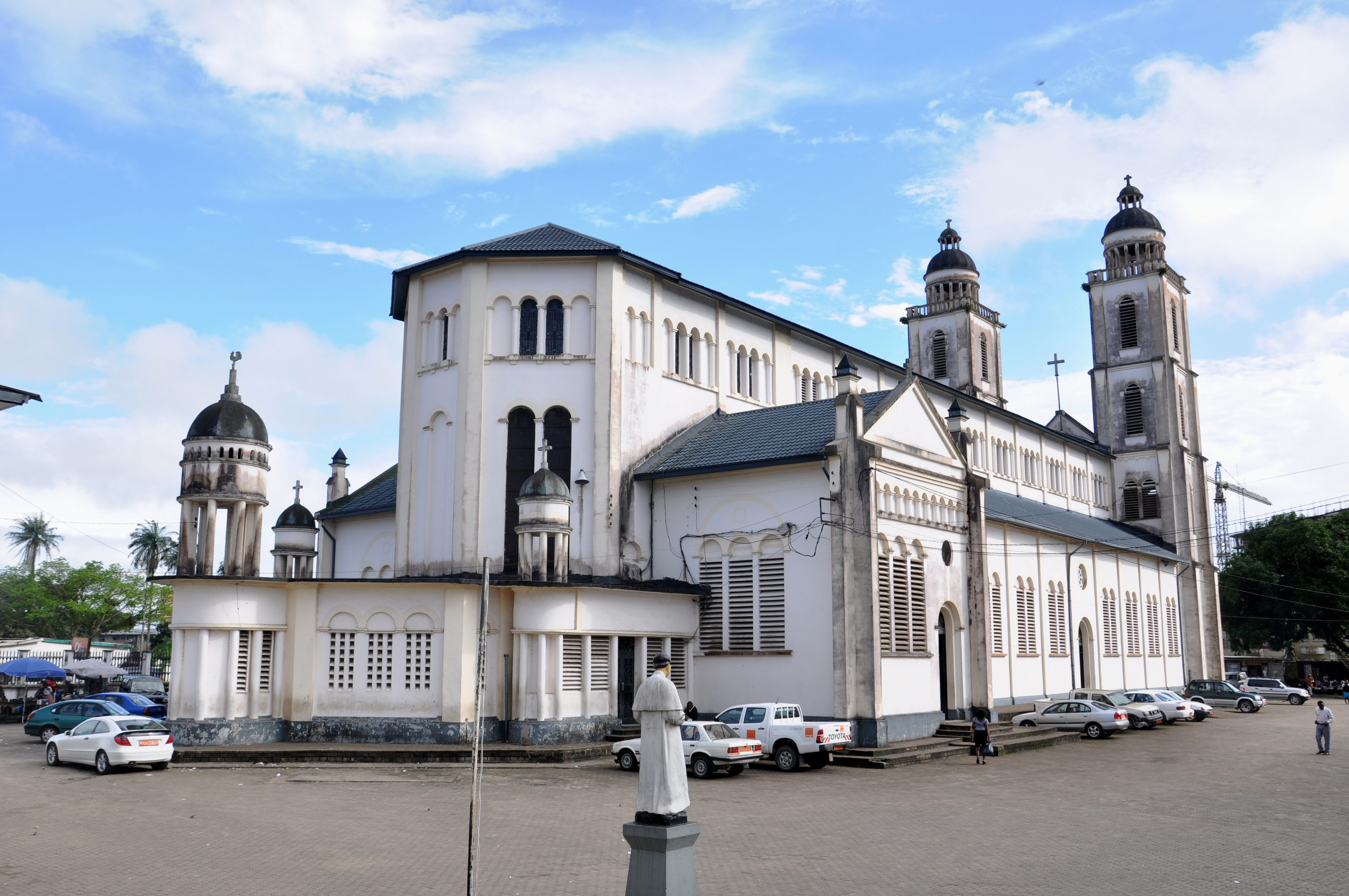
كاتدرائية القديس بطرس وبولس الكاثوليكية في دوالا.

تُشكل المسيحية في الكاميرون أكثر الديانات انتشاراً بين السكان، وتعمل الكنائس المسيحيَّة من مختلف الطوائف بحرية في جميع أنحاء الكاميرون. ما يقرب من 70 في المئة من السكان هم مسيحيون، وحوالي 21 في المئة هم مسلمين وحوالي 6 في المئة هم أتباع المعتقدات الدينية التقليدية للسكان الأصليين. وينقسم السكان المسيحيين بين الرومان الكاثوليك مع حوالي 38.4 في المئة من مجموع السكان والبروتستانت مع حوالي 26.3 في المئة والطوائف المسيحية الأخرى بما في ذلك شهود يهوه والتي تشكل حوالي 4 في المئة من السكان.
أسس المبشرون المسيحيون وجودهم المنطقة في أواخر القرن التاسع عشر واستمروا في لعب دور في الحياة الكاميرونية. يتواجد المسيحيين في كل مناطق البلاد وإن كان تركيزهم بصورة رئيسية في المحافظات الجنوبية والغربية، وهناك هجرة داخلية كبيرة. يتواجد في المدن الكبير كلاً من أتباع الديانة المسيحية والإسلامية بشكل قوي، وبالتالي تتجاور كل من المساجد والكنائس. المحافظات الناطقة باللغة الإنجليزية في المنطقة الغربية هي بروتستانتية إلى حد كبير والمحافظات الفرنكوفونية في المناطق الجنوبية والغربية هي كاثوليكية في الغالب.

## تاريخ

### العصور المبكرة

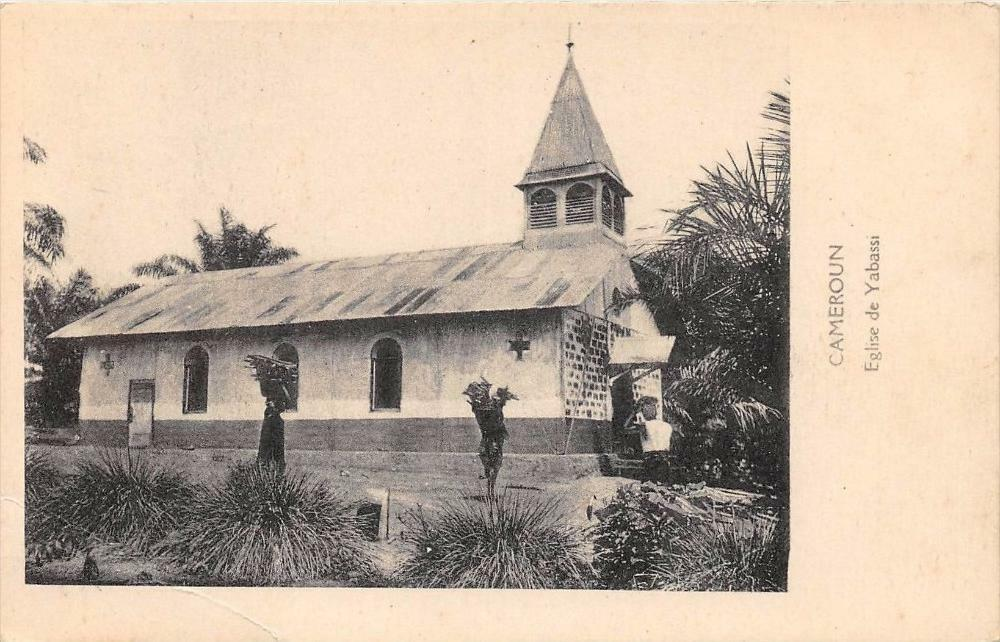
كنيسة في يباسي.

على الرغم من أن البرتغاليين وصلوا إلى أعتاب الكاميرون في القرن السادس عشر، إلا أن الملاريا حالت دون توطين الأوروبيين وغزو المناطق الداخلية حتى أواخر عقد 1870، عندما توفرت إمدادات كبيرة من الكينين المثبط للملاريا. كان الوجود الأوروبي المبكر في الكاميرون مكرساً بشكل أساسي للتجارة الساحلية واكتساب العبيد. كان الجزء الشمالي من البلاد جزءاً مهماً من شبكة تجارة العبيد الأفارقة. تم قمع التجارة إلى حد كبير بحلول منتصف القرن التاسع عشر من قبل السلطات الأوروبيَّة. أسس المبشرون المسيحيون وجودهم المنطقة في أواخر القرن التاسع عشر واستمروا في لعب دور في الحياة الكاميرونية. كان البروتستانتي الأول الذي عُمِّد في المنطقة هو أندريه مبانجوي، الذي تحول فيما بعد إلى المذهب الكاثوليكي، وأصبح جزءاً من الإرساليات الكاثوليكية الأولى في المنطقة. في أوائل القرن التاسع عشر، قاد موديبو أداما جنود شعب الفولاني إلى الجهاد في الشمال ضد الشعوب غير المسلمة والمسلمة جزئياً وأنشأ إمارة أداماوا. تسببت الشعوب المستقرة التي فرّت من شعب الفولاني في إعادة توزيع كبيرة للسكان.

### الحقبة الاستعمارية

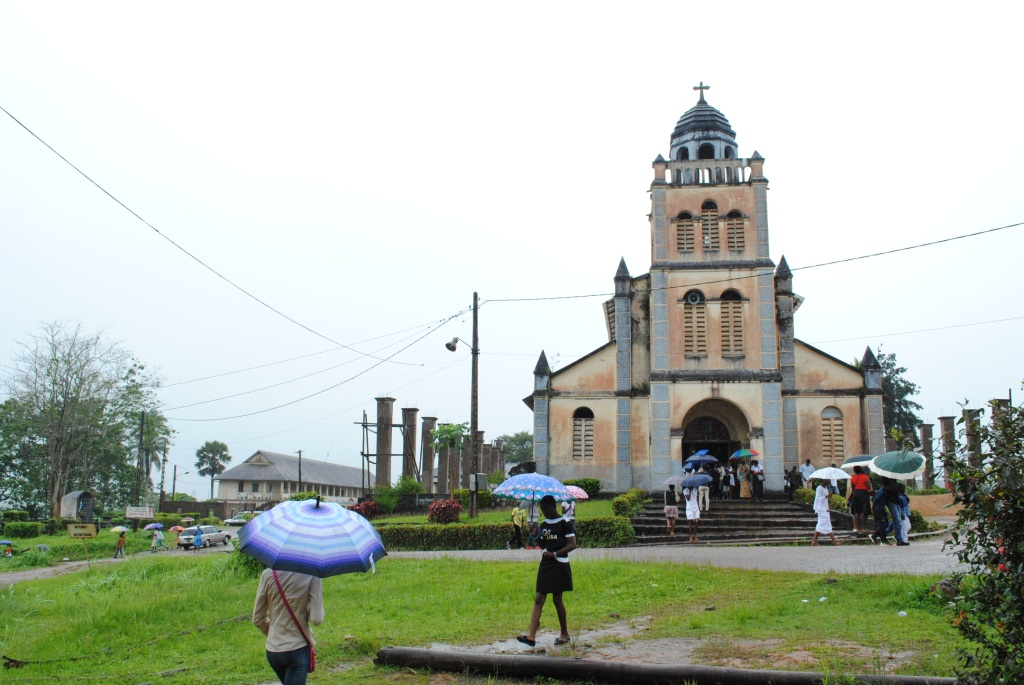
كاتدرائية إديا.

أصبحت منطقة الكاميرون الحالية تحت السيادة الألمانية خلال حملة التدافع على إفريقيا في نهاية القرن التاسع عشر. بدأت الحماية الألمانية عام 1884 بمعاهدة مع الزعماء المحليين في منطقة دوالا، لا سيما ندومبي لوب بيل، ثم تمددت تدريجيًا إلى الداخل. أحضر المطران هاينريش فيتر أول مبشرين كاثوليك ألمان إلى المنطقة، في 25 أكتوبر عام 1880، وأقام بعثته في الريف، بجوار كابو توكو، على نهر ساناجا. أطلق على البعثة مارينبيرج، وهو نفس الاسم الذي أطلقه لاحقاً في ياوندي على المنطقة التي أسسها فيها، عندما تبرع نتساما أتانجانا بالأراضي للمبشرين حيث ولدت عاصمة البلد المستقبلي لاحقًا. في عام 1890 تم فصل المنطقة عن النيابة الرسولية في غينيا، وتم إنشاء النيابة الرسولية للكاميرون الألمانية. في عام 1914، تم فصل الجزء الشمالي من المنطقة لتُشكل نيابة أداماوا الرسولية، وعُهد إلى آباء القلب الأقدس برعايتها، ولكن خلال الحرب العالمية الأولى تم طرد جميع المبشرين باستثناء القساوسة العسكريين الفرنسيين. في عام 1911، تنازلت فرنسا عن أجزاء من أراضيها إلى الكاميرون الألمانية، نتيجة لأزمة أغادير، إذ أصبحت المنطقة الجديدة تُعرف من ذلك الوقت باسم الكاميرون الجديدة. خلال الحرب العالمية الأولى، احتلت القوات البريطانية والفرنسية المحمية الألمانية، ثم نالت التكليف من قبل عصبة الأمم عام 1922. عُرف الانتداب البريطاني باسم الكاميرون البريطانية والانتداب الفرنسي باسم الكاميرون الفرنسية.
بعد عام 1922، تولى كهنة من مجمع الروح القدس السبيريتان الفرنسيون إدارة نيابة الكاميرون الرسولية. كان مبشرون من ميل هيل مسؤولين عن التبشير بالمنطقة أثناء الاستعمار البريطاني، حيث تم إنشاء محافظة بويا في عام 1923. في عام 1931، تم تقسيم النيابة العامة الكاميرونية إلى نيابة ياوندي الرسولية وولاية دوالا الرسولية. في عام 1947، كان رهبان من مجمع مريم الطاهرة مسؤولين عن ولاية غاروا الرسولية المنشأة حديثًا في أقصى الشمال. في عام 1949، تم فصل نيابة دومه الرسولية عن ياوندي وتم تسليمها إلى كهنة مجمع الروح القدس السبيريتان. تم إنشاء التسلسل الهرمي الكاثوليكي في عام 1955، عندما أصبحت ياوندي أبرشية وكرسي أسقفي للبلاد بأكملها.

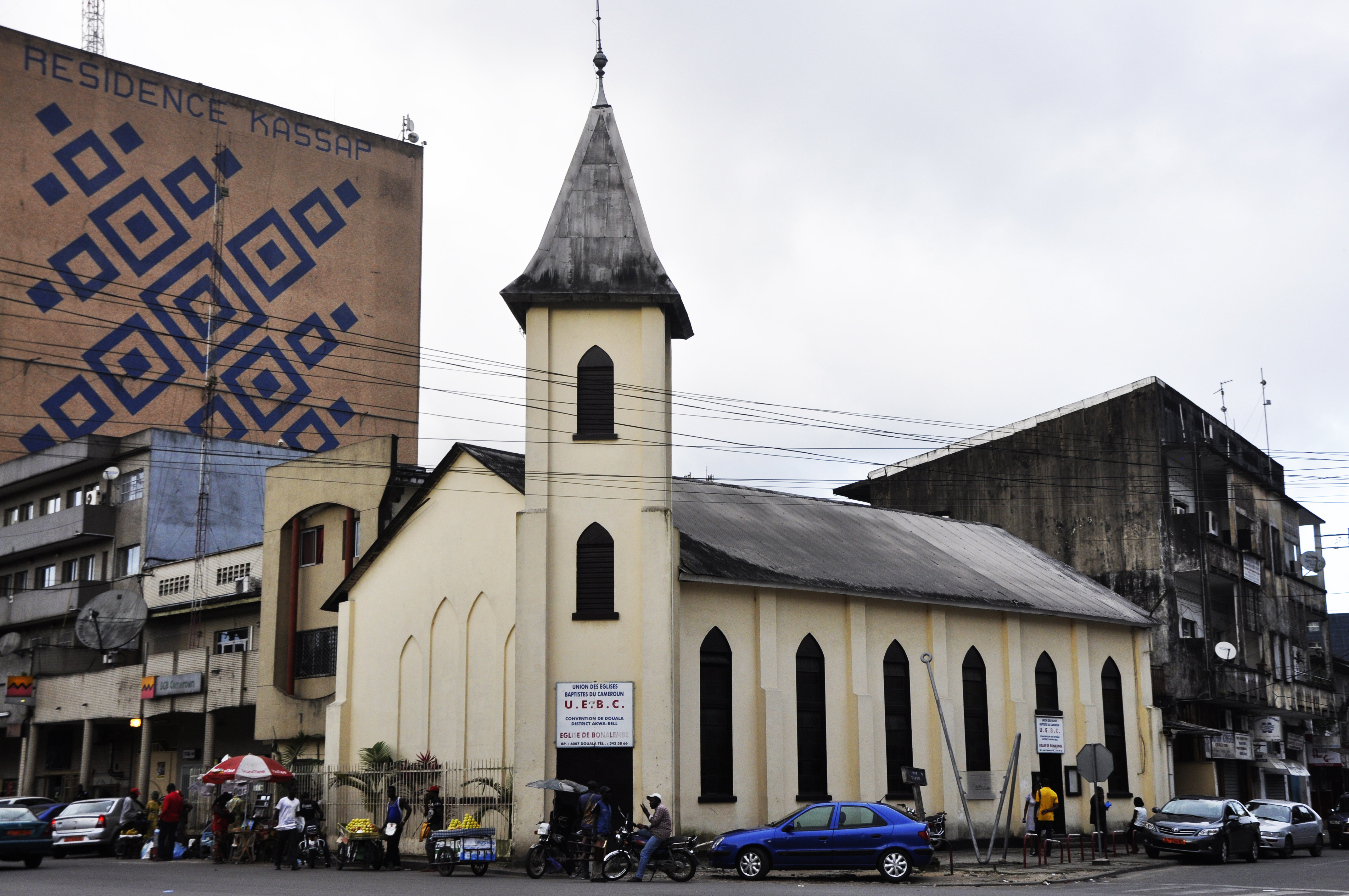
معبد بوناليمبي المعمداني في دوالا.

شهدت الكاميرون أعمال تبشير واسعة النطاق في أراضيها؛ وشهدت البعثة الكاثوليكية نمواً سريعاً: إذ ارتفع أعداد الكاثوليك من 60 ألفًا كاثوليكيًا في عام 1920 إلى ما يقرب من 700 ألف عام 1960. وبلغت ذروتها مع رسامة أول كهنة كاميرونيين في عام 1935. في عام 1951 تم وضع الحجر الأول لكاتدرائية ياوندي. في 30 نوفمبر عام 1955 تم ترسيم أول أسقف كاميروني، وهو بول إتوجا. وأصبح جان بابتيست زوا أول رئيس أساقفة أفريقي في ياوندي في عام 1961، وأصبح كريستيان ويغان تومي أول كاردينال كاميروني في عام 1988. أسسَّ المبشرون عشرات الإرساليات والكنائس والمستوصفات والمدارس التي دربت أكثر من 200 معلم. وانضم إلى هؤلاء الأساتذة أول معمَّد، وهو أندريه مبانغي. كان للمبشرين من مختلف الطوائف المسيحية علاقات ودية مع السكان الأصليين.
في الأول من أكتوبر عام 1961، صوت ثلثا سكان الكاميرون البريطانية الشمالية ذات الأغلبية المسلمة للانضمام إلى نيجيريا، في صوّت الثلث الجنوبي المسيحي إلى حد كبير، في استفتاء، للانضمام إلى جمهورية الكاميرون لتشكيل جمهورية الكاميرون الاتحادية. حافظت كل من المنطقتين الفرنسية والبريطانية سابقًا على حكم ذاتي كبير. منذ عام 1961 أصبحت جنوب الكاميرون جزءًا من جمهورية الكاميرون، حيث تشكل المنطقة الشمالية الغربية والمنطقة الجنوبية الغربية. منذ عام 1994، سعت مجموعات الضغط في الإقليم إلى الاستقلال عن جمهورية الكاميرون، وأعلنت جمهورية الكاميرون الجنوبية (SCAPO) جمهورية أمبازونيا في 31 أغسطس 2006.

### الوضع الحالي

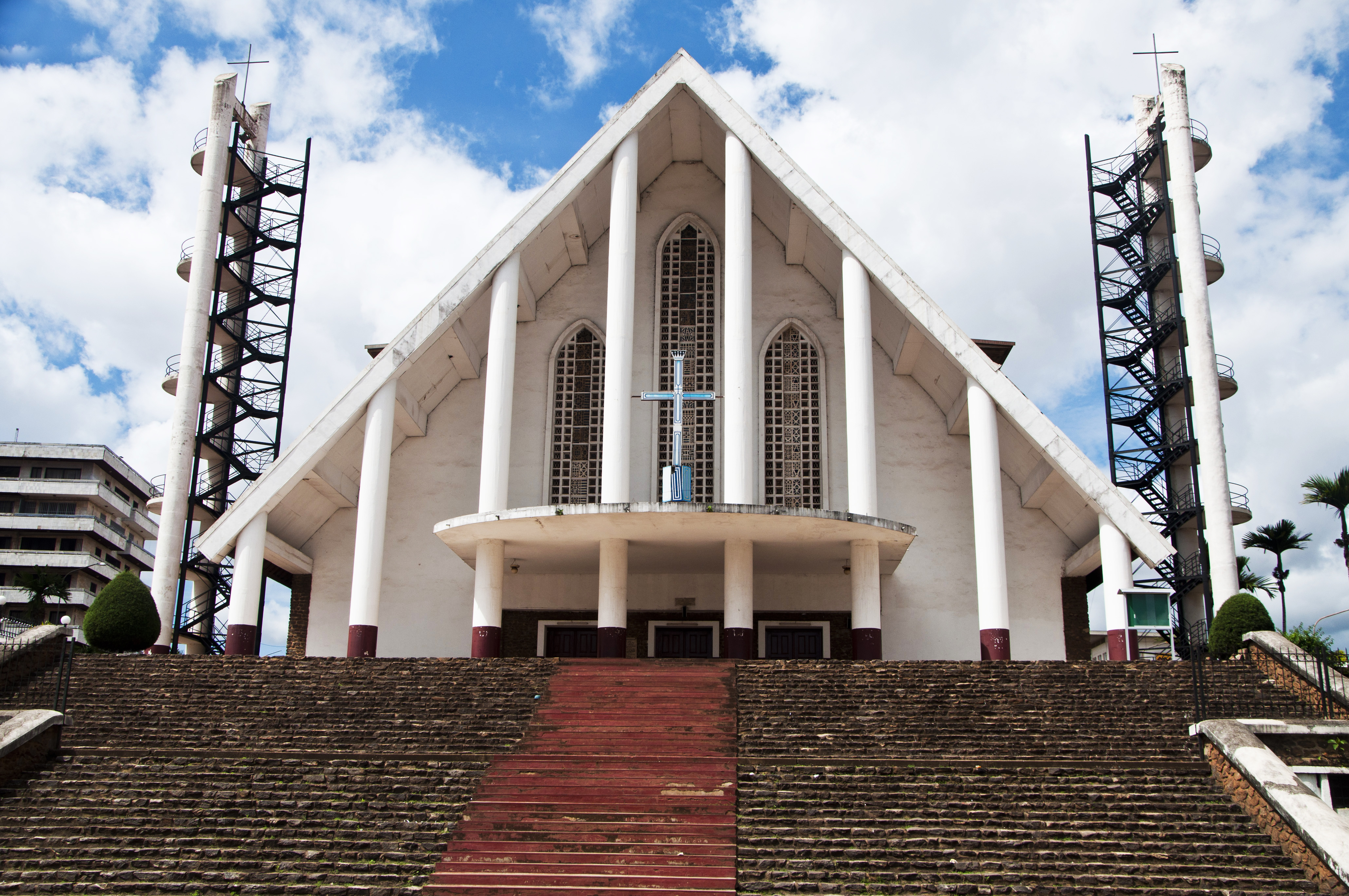
كاتدرائية سيدة النصر في ياوندي.

على الرغم من أن الإصلاحات في المجمع الفاتيكاني الثاني استغرقت وقتاً طويلاً للتأثير على المشهد الديني الكاثوليكي في الكاميرون، بعد أول زيارة قام بها البابا يوحنا بولس الثاني إلى البلاد في أغسطس عام 1985، بدأ أساقفة الكاميرون في التأكيد على الحاجة إلى «أفرقة» الكنيسة المحلية. في عام 1989، أي قبل احتفالية مرور 100 عام على الوجود الكاثوليكي في الكاميرون، نشر الأساقفة الرسالة الأولى والثانية من التبشير والتي كان هدفها «غرس الإنجيل في طرقنا وعاداتنا، أي تجسد يسوع المسيح بالكامل في حياتنا» وفقاً لهم. كان السينودس الأفريقي لعام 1994 الذي عقد في مدينة روما، علامة فارقة على طريق تحقيق هذا الهدف. يجتمع المؤتمر الأسقفي الوطني في الكاميرون سنوياً، ويتطرق من خلال البيانات الرسمية إلى قضايا مثل النزاهة في الانتخابات، والافتقار إلى الأخلاق، وقتل المتدينين من قبل الحكومة، ومضايقة دور العبادة، وأهمية التعليم والأبوة المسؤولة. أشرف على الجامعة الكاثوليكية في وسط إفريقيا، بحرمها الجامعي في مدينة نكولبيسون وياوندي، مجلس من الأساقفة عينه مؤتمر أساقفة إفريقيا الوسطى، وهي مجموعة نشطة في معالجة قضايا حقوق الإنسان في المنطقة. كما تم دمج استخدام اللغات الأفريقية الأصلية في الليتورجيا الكاثوليكية. في 5 يوليو 1989، تم توقيع اتفاقية بين الكرسي الرسولي وجمهورية الكاميرون، حيث تم الاعتراف بالمعهد الكاثوليكي في ياوندي، كمؤسسة تعليمية وبحثية جامعية، يذكر أن المعهد أنشأه الكرسي الرسولي. في عام 2009، كان هناك خلاف حاد بين الحكومة والأساقفة الكاميرونيين الكاثوليك، بعد تمرير قانون من قبل البرلمان يُخول الرئيس، بول بيا، للتصديق على البروتوكول الذي يؤدي إلى إلغاء تجريم الإجهاض في البلاد.

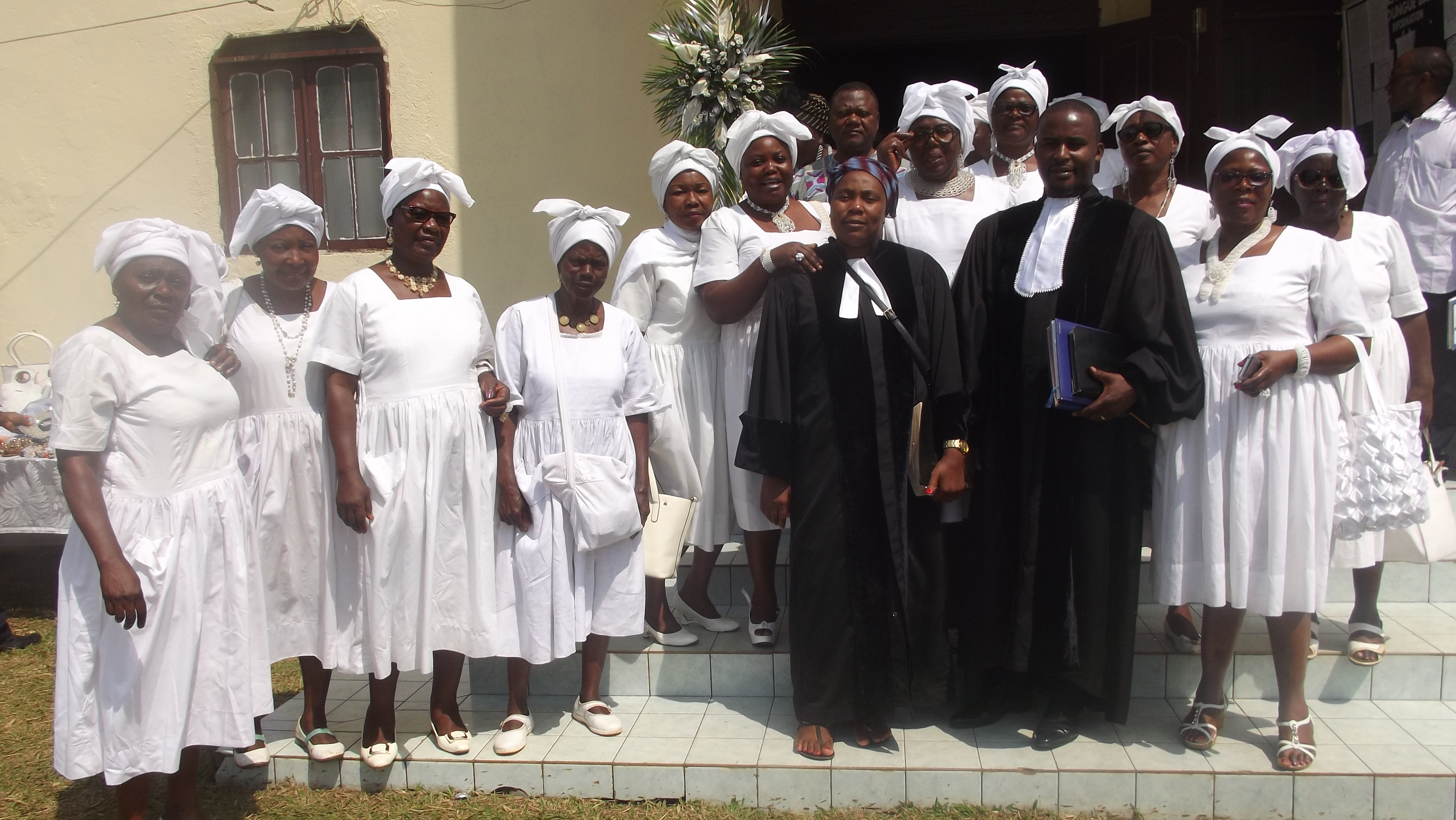
قس بروتستانتي وجوقة من الكاميرون.

الكنيسة الكاثوليكية الكاميرونيَّة هي جزء من الكنيسة الكاثوليكية العالمية في ظل القيادة الروحية للبابا في روما، ويتوزع كاثوليك البلاد على 24 أبرشية. في عام 2000، ضمت الكاميرون على 671 رعية وحوالي 660 كاهنًا أبرشيًا وحوالي 480 كاهنًا دينيًا وحوالي 200 راهب وحوالي 1,660 راهبة. أقيمت عدة ندوات جديدة في أواخر التسعينيات من القرن العشرين، واستمرت الكنيسة الكاثوليكية في لعب دور مهم في التعليم على مستوى البلاد، من خلال تشغيل 910 مدرسة ابتدائية وحوالي 110 مدرسة ثانوية. كان هناك ثمانية مستشفيات كاثوليكية ومئات المستوصفات. بالإضافة إلى ذلك، نشرت الكنيسة صحيفة أسبوعية كانت، حتى منتصف التسعينيات من القرن العشرين، الصحيفة الخاصة الوحيدة التي تصدر في الكاميرون. تعتبر الاحتفالات الكاثوليكية التالية أعيادًا رسمية عامة وهي: عيد الميلاد، والجمعة العظيمة، وعيد القيامة، وعيد الصعود وانتقال العذراء.
وفقاً لتقديرات مركز بيو للأبحاث حوالي 70% من سكان البلاد من أتباع الديانة المسيحيَّة، وحوالي 40% من السكان من أتباع الكنيسة الكاثوليكية في حين أن 30% من أتباع الكنائس البروتستانتية. يتواجد المسيحيين في كل مناطق البلاد وإن كان تركيزهم بصورة رئيسية في المحافظات الجنوبية والغربية، وهناك هجرة داخلية كبيرة. يتواجد في المدن الكبير كلاً من أتباع الديانة المسيحية والإسلامية بشكل قوي، وبالتالي تتجاور كل من المساجد والكنائس.
المحافظات الناطقة باللغة الإنجليزية في المنطقة الغربية هي بروتستانتية إلى حد كبير والمحافظات الفرنكوفونية في المناطق الجنوبية والغربية هي كاثوليكية في الغالب. ويتوزع كاثوليك البلاد على أربعة وعشرين أبرشية. لعب التفسير الحرفي للتوراة عند مسيحيين الكاميرون دوراً هامّاً في تثبيت ختان الذكور في هذا البلد. وفقًا لدراسة المؤمنون في المسيح من خلفية مسلمة: إحصاء عالمي وهي دراسة أجريت من قبل جامعة سانت ماري الأمريكيّة في تكساس سنة 2015 وجدت أن عدد المسلمين في الكاميرون المتحولين للديانة المسيحية يبلغ حوالي 90,000 شخص.

## المجتمع

### التعليم

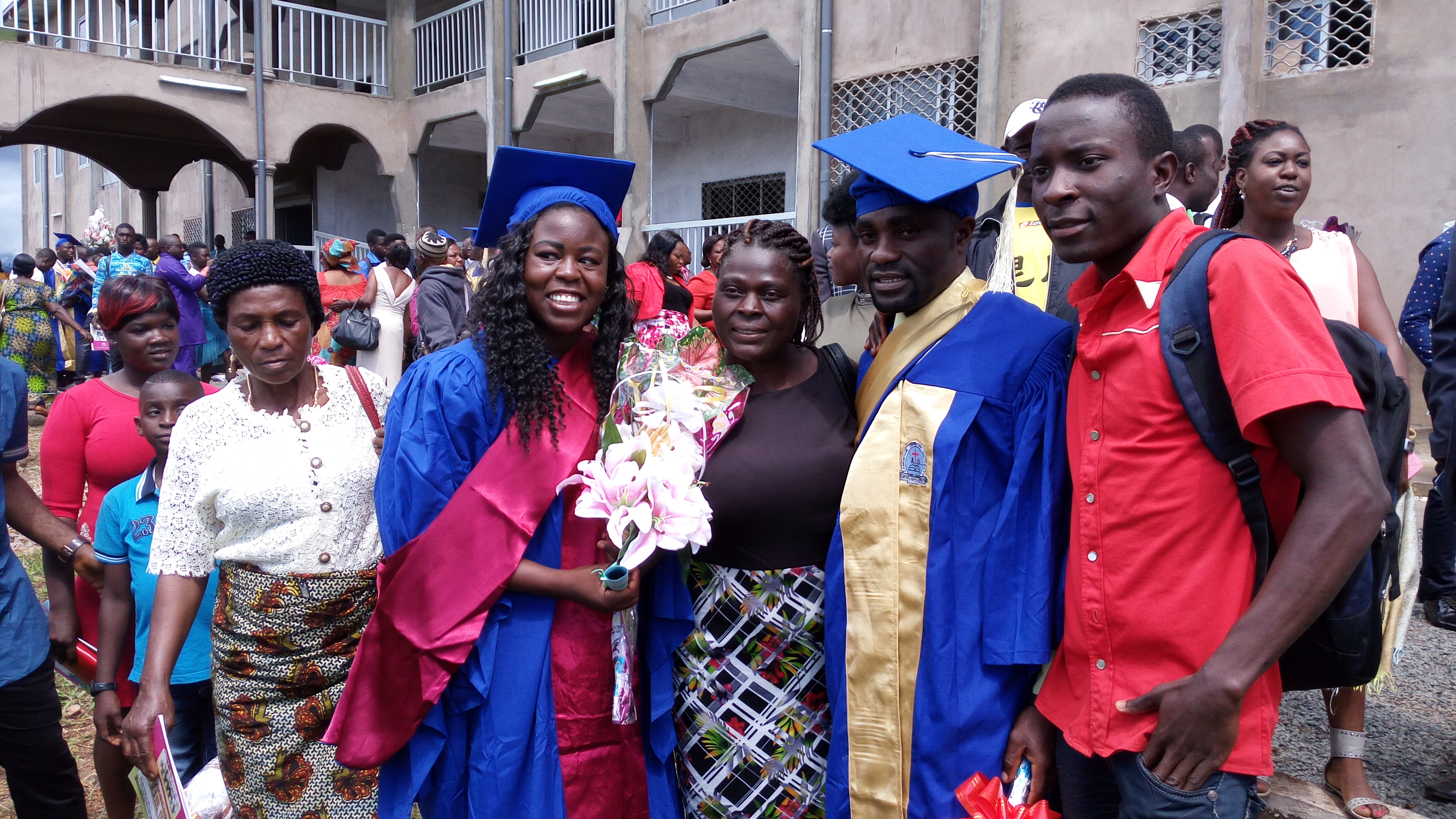
طلاب من الجامعة المسيحية التابعة للكنيسة المشيخية في الكاميرون.

وجدت دراسة الدين والتعليم حول العالم قامت بها مركز بيو للأبحاث عام 2016 أنَّ المسيحيون يتفوقون تعليميًا في الكاميرون على المسلمين حيث أنَّ حوالي 24% من المسيحيين الكاميرونيين غير حاصلين على تعليم رسمي مقابل 62% من المسلمين الكاميرونيين، وعزا بعض علماء الاجتماع ذلك إلى جوانب تاريخية مثل الأنشطة التبشيرية المسيحية خلال فترات الاستعمار الغربي، ويشير روبرت د. ودبيري عالم اجتماع في جامعة بايلور أن للمُبشرين البروتستانت في أفريقيا «كان لهم دور فريد في نشر التعليم الشامل» بسبب الأهمية الدينية لدراسة وقراءة الكتاب المقدس، حيث قام المُبشرين في ترجمة الكتاب المقدس للغات المحليَّة وفي إنشاء المدارس لتعزيز معرفة القراءة والكتابة، ويشير ناثان نان أستاذ الاقتصاد في جامعة هارفارد أنَّ التعليم «هو المكافأة الرئيسية قبل المبشرين لجذب الأفارقة للمسيحية». كما وشجع المبشرين البروتستانت على تعليم المرأة ومحو الأمية بين النساء.

### المواقف تجاه المسيحية
بحسب مسح لمركز بيو للأبحاث نُشر عام 2013 يقول 19% من المسلمين الكاميرونيين إن جميع المسلمين في بلدهم، أو الكثير منهم، معادون للمسيحيين، وفقاً لمسح أجراه مركز بيو للأبحاث حول مسلمي العالم. ونحو 23% من تم استطلاع آرائهم من المسلمين في الكاميرون يقولون إن كل أو معظم أو كثير من المسيحيين معادون للمسلمين. وبحسب مركز بيو للأبحاث حوالي 30% من المسلمين الكاميرونيين يقولون إنهم يعرفون بعضًا أو كثيرًا عن المعتقدات المسيحية، ويقول حوالي 39% من المسلمين الكاميرونيين أنَّ المسيحية تختلف كثيراً عن الإسلام، بالمقارنة مع 58% منهم يقولون أنَّ للمسيحية الكثير من القواسم المشتركة مع الإسلام. وقال 22% المسلمين الكاميرونيين أنهم يشاركون في اجتماعات دينيَّة منظمة مع المسيحيين.

### الاضطهاد

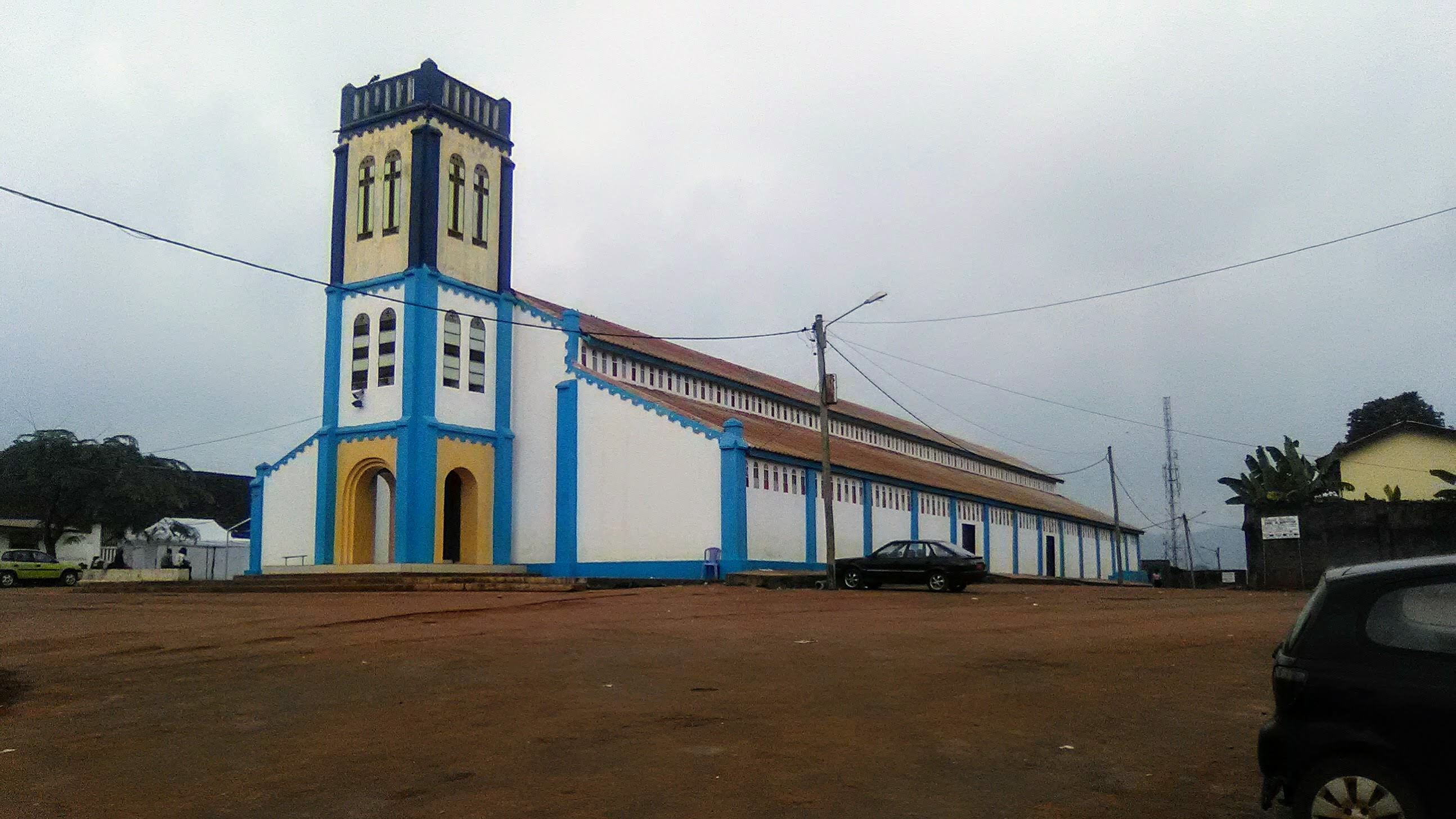
تعرضت الكنائس الموجودة على الحدود مع نيجيريا لهجمات من قبل بوكو حرام.

أصبح شمال البلاد هدفاً متكرراً لهجمات من قبل جماعة بوكو حرام الجهادية الإسلامية، والتي لا تزال تكتسب قوة وتسيطر حالياً على العديد من المدن النيجيرية الرئيسية، كما وأنشأت خلافة مع تطبيق صارم للشريعة الإسلامية فيها. في هذا البلد المجاور يتعرض المسيحيون للاضطهاد. تم القبض على عدد من الرجال المسيحيين وقطع رؤوسهم بينما أجبرت بعض النساء على اعتناق الإسلام وإتخذن زوجات من قبل المسلحين. وقد انعكس ذلك في الكاميرون، من خلال عدد الأشخاص الذين لجأوا إليها، وزيادة انتشار فيروس إيبولا.
اعتبارًا من عام 2016، أظهر عنف بوكو حرام علامات على التراجع، على الرغم من استمرار انتشاره في جميع أنحاء شمال الكاميرون. كانت الأبرشيات المسيحية الموجودة على الحدود مع نيجيريا عرضة لهجمات الجماعة الأصولية. في أواخر عام 2016، كتب الأساقفة رسالة إلى الرئيس بول بيا حول مخاوف الأقلية الناطقة باللغة الإنجليزية، واتهمت السلطة التنفيذية الأساقفة بتصعيد النزاع. حتى بين الأساقفة الكاميرونيين كان هناك انقسامات بين الناطقين بالفرنكوفونية والناطقين باللغة الإنجليزية. حيث يُعتبر الأساقفة الفرنكوفونيون أقرب إلى الحكومة. تتكهن وسائل الإعلام الدولية، في تغطيتها المحدودة للأحداث، بأن الوساطة الكاثوليكية في النزاع تعتمد على اتفاق بين الأساقفة، وإذا لم يتمكنوا من التغلب على الخلافات، فقد يتفاقم الصراع. في 16 أكتوبر 2017، استنكر أساقفة ولاية بامندا استخدام قوات الأمن الحكومية للأسلحة النارية غير المتناسبة ضد السكان المدنيين العزل. قالوا أيضًا إنهم قلقون من أن العديد من «المؤمنين»، الذين كانوا في طريقهم إلى قداس الأحد «أُجبروا على مغادرة منازلهم، وتم اعتقال بعضهم، وقُتل آخرون - بمن فيهم المراهقون العزل وكبار السن - بالرصاص».
في عام 2016، أطلق فرع انفصل عن بوكو حرام مقطع فيديو قتل فيه عشرة مسيحيين. يواجه المسلمون الذين تحولوا إلى المسيحية مشاكل مع مجتمعاتهم في المناطق النائية في شمال شرق الكاميرون، وتُجبر النساء المتحولات على الزواج من غير المسيحيين ويواجهن خطر الاختطاف من قبل بوكو حرام. وذكرت الصحف المحلية عدة مرات أنه، في بعض الحالات، ضمن المسيحيون سلامة المساجد خلال صلاة الجمعة، بينما كرر المسلمون هذه اللفتة وحراسة الكنائس خلال يوم الأحد. تعمل هذه الطريقة كتحذير مبكر لتقليل مخاطر الهجمات المفاجئة.